# Willy den Oudenová
Willemijntje „Willy“ den Oudenová (1. ledna 1918 Rotterdam – 6. prosince 1997 tamtéž) byla nizozemská plavkyně. Jejím oblíbeným stylem byl kraul.
Připravovala se v klubu Rotterdamsche Dames Zwemclub pod vedením trenérky Pee van Wuijckhuiseové. Na mistrovství Evropy v plavání 1931 byla členkou vítězné štafety na 4 × 100 m volný způsob a na olympijských hrách 1932 získala stříbrné medaile ve štafetě a v individuálním závodě na 100 metrů. Ve věku čtrnácti let se stala nejmladší nizozemskou olympijskou medailistkou všech dob. V roce 1933 vytvořila světový rekord na 100 m volný způsob časem jedna minuta a šest sekund. Také jako první žena v historii zaplavala sto yardů v čase pod jednu minutu.
Na mistrovství Evropy v plavání 1934 vyhrála závody na 4 × 100 m volný způsob a 100 m volný způsob a byla druhá na 400 m volný způsob. V únoru 1936 vylepšila svůj rekord na stometrové trati na 1:04,6, což překonala až po dvaceti letech Dawn Fraserová. Na olympijských hrách 1936 zvítězila se štafetou a byla čtvrtá na individuální stovce. Kariéru ukončila po zisku stříbrné medaile ve štafetě na ME 1938.
Hrála v belgickém filmu Van het een komt het ander. Při bombardování Rotterdamu přišla o sportovní trofeje, po okupaci uprchla do Anglie a sloužila v Dobrovolném ženském pomocném sboru. Byla třikrát vdaná, pracovala v kožešnictví a o své sportovní kariéře odmítala mluvit. V roce 1970 byla uvedena do Mezinárodní plavecké síně slávy.